# Josef Hanuš (kněz)

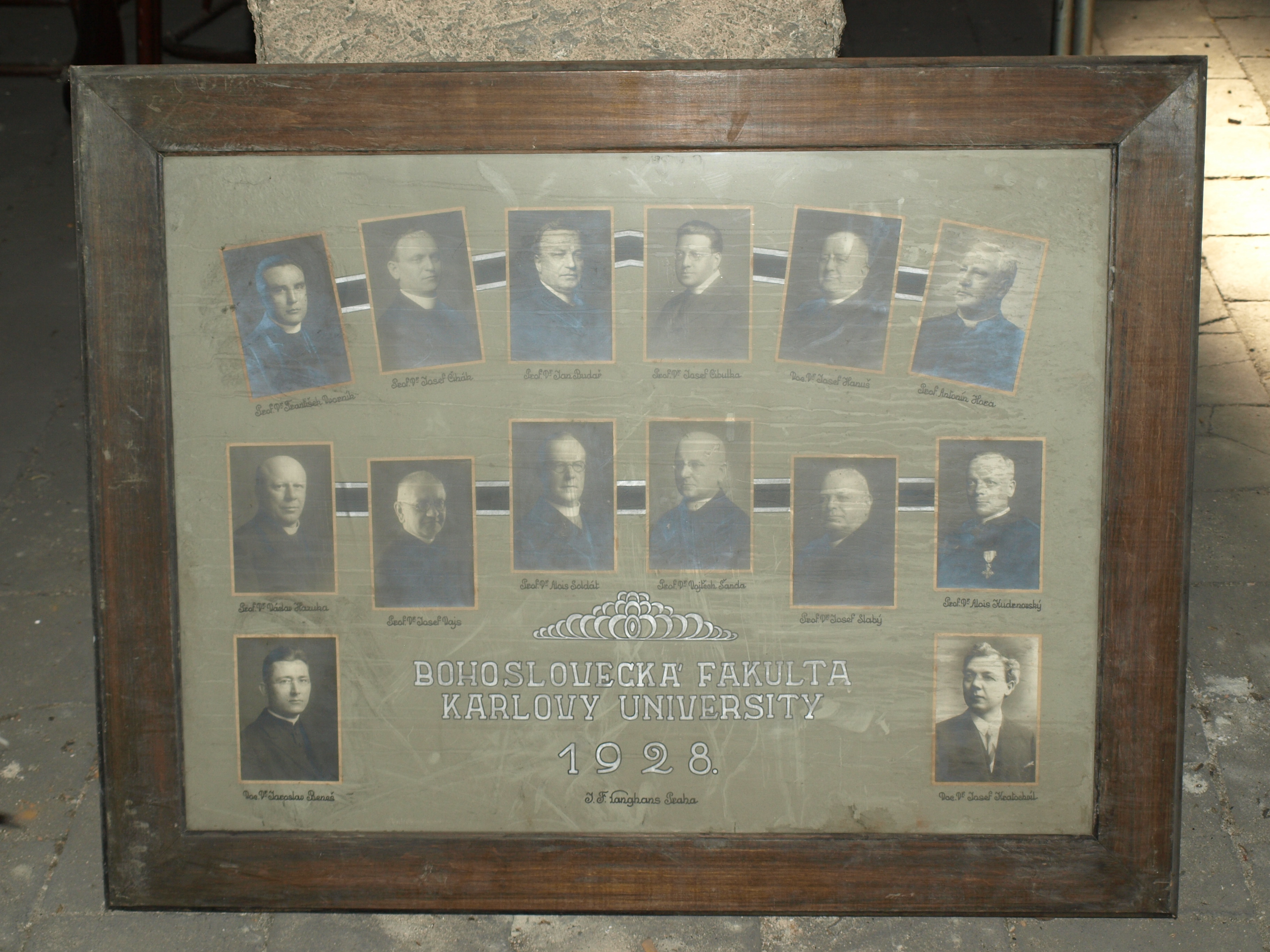
Josef Hanuš na tablu vyučujících bohoslovecké fakulty Karlovy univerzity v roce 1928. Jeho univerzitními kolegy byli: František Dvorník, Josef Čihák, Jan Budař, Josef Cibulka, Antonín Hora, Václav Hazuka, Josef Vajs, Alois Soldát, Vojtěch Šanda, Josef Slabý, Alois Kudrnovský, Jaroslav Beneš a Josef Kratochvil

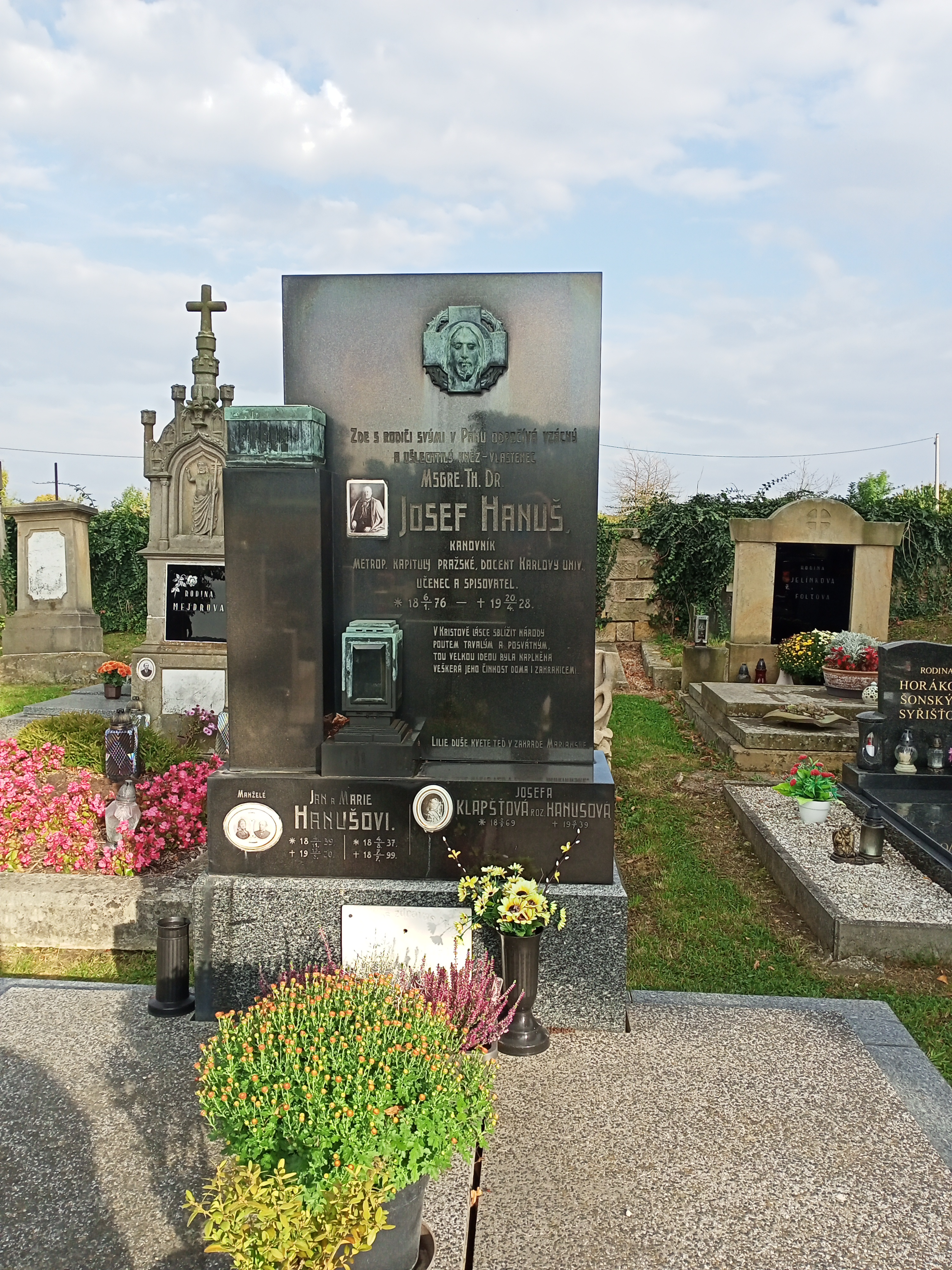
Hrob Mons. Josefa Hanuše na hřbitově v Ohnišťanech.

Josef Hanuš (6. ledna 1876, Ohnišťany – 20. dubna 1928, Praha) byl český římskokatolický kněz, papežský tajný komoří a kanovník Metropolitní kapituly u sv. Víta v Praze. Spolu s Otakarem Pertoldem jej lze považovat za zakladatele české religionistiky.

## Život
Narodil se 6. ledna 1876 v Ohnišťanech v rodině Jana a Marie Hanušových. Absolvoval gymnaziální studia postupně v Novém Bydžově a v Jičíně. V letech 1894-1898 byl alumnem pražského arcibiskupského kněžského semináře. Dne 17. července 1898 přijal kněžské svěcení.
Po vysvěcení působil jako kaplan v Lomnici u Sokolova. Poté byl administrátorem ve Vysoké a následně v Otíně. Roku 1899 začal působit jako katecheta na školách v Nuslích-Pankráci, kterým byl až do roku 1904. Roku 1904 začal působit jako adjunkt na pražské teologické fakultě, kde zároveň přednášel fundamentální teologii. V této době byl i exhortátorem (duchovním správcem) reálné školy v Karlíně. Po složení zkoušek a sepsání dizertační práce s názvem „Relatio criticismi Cantiani ad scientificam existentiae Dei demonstrationem“ mu 7. července 1906 byl udělen titul doktora teologie. Poté působil jako katecheta reálky a gymnázia na Královských Vinohradech (1906–1908), profesor náboženství v Kolíně (1908–1912) a dalších dvou škol. Roku 1908 se stal sekretářem Unie profesorů náboženství.
V letech 1919–1920 byl stipendistou Katolického institutu Pařížské univerzity. Během pařížského pobytu se kromě studia zajímal také o aktuální situaci katolické církve ve Francii a navazoval kontakty s místními katolíky. Po návratu napsal habilitační práci „Úvod do srovnávací vědy náboženské“ a získal titul docenta. Následně začal přednášet o nýboženství Indie, Číny, Japonska či Egypta. Angažoval se rovněž ve spolkové činnosti, byl předsedou spolku Amitié française.
Dne 13. srpna 1921 byl zvolen kanovníkem Metropolitní kapituly u sv. Víta v Praze a slavnostně instalován byl 9. října 1921.
Dne 10. října 1921 se stal radou arcibiskupské kurie. Poté působil jako prosynodální soudce (1922), člen komise pro zkoušení katechetů a na teologické fakultě pro zkoušky ze Starého zákona, ordinariátní komisař reálné školy v Rakovníku, gymnázium v Kolíně a na pražských Královských Vinohradech, pedagogické školy na Kladně aj. Roku 1927 začal působit v radě pro školské záležitosti.
Roku 1926 mu papež Pius XI. udělil titul papežského tajného komořího.
Cestoval do zahraničí kde často zastupoval arcibiskupa či Karlovu univerzitu.
Zemřel 20. dubna 1928 v Praze na mozkovou mrtvici v důsledku přepracování a uprostřed příprav na Eucharistický kongres, kterého se měl účastnit až v australském Sydney. Dne 23. dubna 1928 se konalo rozloučení v kapitulním chrámu Všech svatých na Hradčanech (kapitula při tomto kostele je historicky tradičně provázána s Univerzitou Karlovou). Poté byl zesnulý převezen do rodných Ohnišťan a zde 24. dubna pohřben do hrobu svých rodičů. Pohřební obřady v Ohnišťanech vedl kancléř královéhradeckého biskupství, Mons. Kutnar. Dne 13. května 1928 zaň bylo slouženo pontifikální rekviem v Paříži, jehož celebrantem byl pařížský pomocný biskup Emanuel Chaptal.
Josefu Hanušovi byla při příležitosti desátého výročí úmrtí v roce 1938 odhalena v ohnišťanském kostele pamětní deska (v presbytáři, napravo při pohledu na hlavní oltář). V témže kostele se uchovává jeho portrét.